# Adán y Eva en el Paraíso terrenal (Tiziano)
Adán y Eva en el Paraíso terrenal (en italiano: Adamo ed Eva nel Paradiso terrestre) es un cuadro del pintor veneciano Tiziano Vecellio realizado alrededor de 1550 y conservado en el Museo del Prado en Madrid en España.

## Historia
Tiziano estuvo influenciado por el fresco del mismo tema de Rafael en la Estancia de la Firma en los Museos Vaticanos que tenía también a un Adán sentado y de pie a Eva, así como el grabado de Adán y Eva de Alberto Durero para pequeños detalles. De propiedad de Antonio Pérez del Hierro, secretario de Felipe II de España, y tal vez comisionado por primera vez por su padre, en 1585 entró en la colección real española. A finales del siglo XVI se colgó en la sacristía del Alcázar de Madrid. Sería copiado por Rubens entre 1628 y 1629 para su versión del mismo tema. La versión de Rubens pertenece igualmente al Prado y, de hecho, cuelga junto a la de Tiziano en la galería central del museo, lo que permite compararlas.

## Descripción y estilo
La escena es del Antiguo Testamento del libro del Génesis sobre el pecado original realizado por Adán y Eva con la consecuencia de la caída del hombre.
La iconografía religiosa muestra a Adán en el lado izquierdo del árbol y a Eva a la derecha. En el árbol se coloca la serpiente, aquí en forma de niño, que ofrece el fruto prohibido.
Adán, con actitud de miedo y tensión, pone la mano sobre el pecho de Eva para detenerla, pero luego cederá y comerá el fruto prohibido que Dios había ordenado no comer. A los pies de Eva está presente un zorro, símbolo de maldad y sensualidad.

### Individuales
1. ↑  Stephen Greenblatt (2017).  Rizzoli, ed. Ascesa e caduta di Adamo ed Eva (en italiano). ISBN 978-88-58-69164-9.
2. ↑  Castaño Perea, 2007, p. 360.